# Gănești (gmina w okręgu Marusza)
Gănești – gmina w Rumunii, w okręgu Marusza. Obejmuje miejscowości Gănești, Păucișoara, Seuca i Sub Pădure. W 2011 roku liczyła 3573 mieszkańców.